# 宋智恩
宋瑞妍（韓語：송서연，1981年8月12日—），韓國女演員。由於本名宋智恩與女子團體Secret成員宋枝恩同為會導致混淆，所以在2012年演出《加油，金先生！》時改名為宋瑞妍。

## 演出作品

### 電視劇
- 1999年：SBS《KAIST》
- 2000年：MBC《用眼神說話》
- 2004年：KBS《海神》
- 2006年：KBS《歐巴桑向前衝》飾演 李道慶
- 2008年：SBS《玻璃之城》飾演 宋智妍
- 2008年：MBC《愛的謊言》飾演 宋妍熙
- 2010年：MBC《粉紅色口紅》飾演 金民珠
- 2010年：KBS《推奴》飾演 妓生行首
- 2010年：SBS《壞男人》飾演 建旭的母親
- 2010年：SBS《醫生冠軍》飾演 李錫蘭
- 2010年：KBS《逃亡者Plan.B》飾演 呂刑警
- 2011年：MBC《相信男人》
- 2011年：SBS《對我說謊試試》飾演 智恩
- 2012年：KBS《加油，金先生！》飾演 朱妍芝
- 2015年：tvN《豪苟的愛》飾演 印恭美

### 電影
- 2009年：《仁寺洞醜聞》
- 2010年：《殺不到的仇人》
- 2011年：《Too Many Villains》